# Taos (Missouri)
Taos è un comune degli Stati Uniti d'America, situato nello Stato del Missouri, nella contea di Cole.